# Sziláscetek
A sziláscetek (Mysticeti) az emlősök (Mammalia) osztályának párosujjú patások (Artiodactyla) rendjébe, ezen belül a cetek (Cetacea) alrendágába tartozó részalrend.
A részalrendbe 14 recens faj tartozik.
A legújabb genetikai alapú rendszertani besorolások szerint a cetek (Cetacea) egykoron önálló rendje, a párosujjú patások rendjébe lett besorolva alrendági szinten, ilyen módon a Mysticeti taxon részalrenddé vált.
Fogaik nincsenek. Apró állatokkal táplálkoznak, amelyeket a szájpadlásuk széléről lógó szarulemezek, a szilák segítségével szűrnek ki a vízből. Szociális és táplálkozási viselkedésük összevethető legközelebbi szárazföldi rokonaik, a legelő életmódú párosujjú patások életmódjával. A legtöbb faj évszakos vándorlást mutat, fél éven keresztül a hidegebb északi vizekben táplálkoznak, majd fél évig gyakorlatilag koplalnak a melegebb vizekben, ahol az utódok születése történik és az utódnevelés.

## Rendszerezés
A részalrendbe az alábbi taxonok sorolhatók:
- †Aetiocetidae Emlong, 1966 - oligocén[6]
- †Llanocetidae Mitchell, 1989 - késő eocén
- †Mammalodontidae Mitchell, 1989 - késő oligocén
- a fogas-szilásceteken belül incertae sedis besorolású nemek (ez a két cetnem és a fenti taxonok, a kezdetleges szilák mellett foggal is rendelkeztek)
  - †Borealodon
  - †Coronodon Geisler et al., 2017[7]

- Chaeomysticeti - klád
  - a kládon belül incertae sedis besorolású nemek
    - †Horopeta Tsai & Fordyce, 2015
    - †Maiabalaena Peredo et al., 2018
    - †Sitsqwayk Peredo & Uhen, 2016
    - †Tlaxcallicetus
    - †Toipahautea Tsai & Fordyce, 2018
    - †Whakakai Tsai & Fordyce, 2016

  - †Eomysticetoidea - öregcsalád
    - †Cetotheriopsidae - család; oligocén - miocén
      - †Cetotheriopsis Brandt, 1871

    - †Eomysticetidae Sanders & Barnes, 2002 - család; kora oligocén - kora miocén[8]
    - †Aglaocetidae Steeman, 2007 - család; miocén
      - †Aglaocetus Kellogg, 1934

  - Balaenoidea - öregcsalád
    - simabálnafélék (Balaenidae) J. E. Gray, 1821 - család; miocén - jelen[9]

- Thalassotherii kisebb rangú klád, amely a nagyobb rangú Chaeomysticeti klád alá van rendelve
  - a kládon belül incertae sedis besorolású nemek
    - †Cetotheriomorphus
    - †Heterocetus Capellini, 1877
    - †Imerocetus
    - †Isanacetus
    - †Isocetus van Beneden, 1880
    - †Mauicetus
    - †Notiocetus
    - †Otradnocetus Mchedlidze, 1984
    - †Palaeobalaena
    - †Pinocetus
    - †Rhegnopsis
    - †Taikicetus
    - †Tiphyocetus

  - Cetotheriidae Brandt, 1872 - család; késő oligocén - jelen
  - †Diorocetidae - család; miocén - pliocén
  - Balaenopteroidea - öregcsalád
    - az öregcsaládon belül incertae sedis besorolású nemek
      - †Eobalaenoptera Dooley, Fraser & Luo, 2004
      - †Norrisanima Kellogg, 1922

    - barázdásbálna-félék (Balaenopteridae) J. E. Gray, 1864 - család; középső miocén - jelen[10][11]
    - szürkebálnafélék (Eschrichtiidae) Ellerman & Morrison-Scott, 1951 - család; késő miocén - jelen
    - †Pelocetidae Steeman, 2007 - család; miocén
    - †Tranatocetidae - család; miocén[12]

- Incertae sedis - nemi szintű fosszilis taxon
  - †Mioceta - nomen dubium
  - †Piscocetus
  - †Siphonocetus - nomen dubium
  - †Tretulias - nomen dubium
  - †Ulias - nomen dubium

## Ajánlott irodalom
- Mark Carwardine: Bálnák és delfinek (1995, 2002)

### Fordítás
- Ez a szócikk részben vagy egészben  a   Baleen whale című angol Wikipédia-szócikk ezen változatának fordításán alapul.  Az eredeti cikk szerkesztőit annak laptörténete sorolja fel. Ez a jelzés csupán a megfogalmazás eredetét és a szerzői jogokat jelzi, nem szolgál a cikkben szereplő információk forrásmegjelöléseként.
- Ez a szócikk részben vagy egészben  a   List of extinct cetaceans#Suborder_Mysticeti című angol Wikipédia-szócikk ezen változatának fordításán alapul.  Az eredeti cikk szerkesztőit annak laptörténete sorolja fel. Ez a jelzés csupán a megfogalmazás eredetét és a szerzői jogokat jelzi, nem szolgál a cikkben szereplő információk forrásmegjelöléseként.